# Józef Władysław Bychowiec
Józef Władysław Bychowiec herbu Mogiła I z Dwoma Krzyżami (ur. 1778 w Chmielnicy, zm. 5 lipca 1845 w Wilnie) – polski pisarz, tłumacz, filozof i żołnierz.

## Życiorys
Józef Władysław Bychowiec urodził się w 1778 roku w Chmielnicy (pow. słonimski). Studia akademickie rozpoczął w Szkole Głównej Wielkiego Księstwa Litewskiego w Wilnie. Przerwał je w 1794 roku, by wziąć udział w powstaniu kościuszkowskim jako adiutant generała Chlewińskiego. 30 października roku 1796 został immatrykulowany na Uniwersytecie we Frankfurcie nad Odrą. Zgodnie z jego własną, nie potwierdzoną przez inne źródła deklaracją, przebywał też (być może na przełomie 1798/1799 lub po 1802) w Getyndze, gdzie mógł zetknąć się z kantystą Friedrichem L. Bouterweckiem (w swej najbardziej znanej rozprawie Słówko o filozofii… deklarował się właśnie jako zwolennik Bouterwecka). 12 października 1799 roku został immatrykulowany na Uniwersytecie w Królewcu. Poznał osobiście Immanuela Kanta i bywał gościem w jego domu. Był absolwentem Szkoły Głównej Wileńskiej. 
W latach 1806–1809 Bychowiec brał udział w wyprawie Napoleona na Rosję i Austrię. Od 1810 do 1811 roku pracował w Warszawie w ministerstwie sprawiedliwości ministra Łubieńskiego. W roku 1812 brał udział w wyprawie Napoleona na Rosję jako kapitan (pełniąc funkcję adiutanta) przy królu neapolitańskim Joachimie Muracie.
Od 1813 roku, powróciwszy do Warszawy, pracował jako prywatny nauczyciel. W 1816 roku bezskutecznie ubiegał się o katedrę filozofii na Uniwersytecie Warszawskim. Wkrótce potem osiadł na stałe w Wilnie, gdzie mieszkał aż do śmierci, pracując jako prywatny nauczyciel. Zmarł w wieku 67 lat, 5 lipca roku 1845 w Wilnie w ubóstwie.

## Twórczość
Zgodnie z informacjami samego Bychowca, w latach 1799–1802 przetłumaczył na język polski trzy rozprawy Kanta: Wyobrażenie do historii powszechnej we względzie kosmopolitycznym, Do wiecznego pokoju oraz Spór filozofii z teologią, prawoznawstwem i medycyną. Spośród nich drukiem ukazała się tylko pierwsza. Dowody zainteresowania pozostałymi pracami znajdują się w Liście o wojnie i przeznaczeniu żołnierza oraz w Sztuce zapobiegania chorobom. Pisał rozprawy z zakresu filozofii i polityki. Dokonał też tłumaczeń, z których najbardziej znany jest przekład Pomysłów do filozofii dziejów rodzaju ludzkiego. 

### Ważniejsze publikacje
1. List o wojnie i przeznaczeniu żołnierza przez Józefa Bychowca, świadka oczyma przeszłej kampanii francuskiej 1809 przeciw Austriakom. Z Ems, 28 kwietnia 1809, brak miejsca wydania (1809).
2. Słówko o filozofii z powodu mającej się zaprowadzić Szkoły Głównej w Warszawie. Przez... byłego kapitana, Warszawa 1816[7].
3. List do J. W. Pradta, byłego arcybiskupa maechlińskiego, z okoliczności Rękopismu ze Św. Heleny. Przełożony z francuskiego przez autora. Dat. 10 sierpnia 1817, Warszawa (1817)[8].
4. Rzut oka na Rosją pod względami historycznym, statystycznym, politycznym, moralnym, naukowym i gustu. Przez... b. kapitana, Warszawa 1817[9].
5. Prospekt do dzieła pod napisem: Nauka o człowieku uważanym co do sprawności w jego życiu ze społecznymi ludźmi, czyli antropologia pod względem pragmatycznym, Grodno 1819. (Zapowiadane dzieło nie ukazało się. Informacja według „Nowy Korbut”, t. 4, s. 334).
6. Dumania w czasie przechadzek samotnych, przez Józefa Bychowca, "Tygodnik Wileński", 1821, nr 22–23.
7. Rady dobrej matce, która pragnie usposobić swych synów do wychowania dobrego i wyższego oświecenia. Przez... b. kapitana, Wilno 1827[10]; Wyd. nast.: Wilno 1843.
8. Uwagi Józefa Bychowca nad krytyką „Sztuki zapobiegania chorobom” przez Gerwazego Bombę, "Orędownik Naukowy" 1844, nr 34–40.
9. Kant w: "Filo-Sofija" nr 1 (8) 2008.

### Rękopisy
1. Walka Rozumu z Wolą przed Sądem Zdrowego y doyrzałego rozsądku. Alegoria satyryczna, gdzie się porównywa Istota nasza rządnym domem, gdzie więc władze nasze są osobne, w: Zbiór drobnych utworów różnych autorów, Biblioteka Narodowa, Warszawa, sygn. IV 5785; reprint: „Acta Universitatis Nicolai Copernici", Filozofia XIV, (1993), z. 250.
2. Rozprawa o B. Trentowskim, Biblioteka Narodowa, Warszawa, sygn. IV 5785; reprint: „Acta Universitatis Nicolai Copernici", Filozofia XIV, (1993), z. 250.
3. List do J. Römera z 21 VII 1891, Biblioteka Narodowa, Warszawa, sygn. 8701/t. 1.
4. List do A. J. Czartoryskiego, Biblioteka Czartoryskich, Kraków: list z Warszawy z 7 IX 1815, Rkp. 546, oraz z Wilna z 11/23 IX  1821 i z 24 X 1821, Rkp. 5477.
5. List do Józefa I. Kraszewskiego z 1843 roku, Biblioteka Jagiellońska, Kraków sygn. 6456 IV. (Dotyczą głównie sporu wokół książki Sztuka zapobiegania… oraz jej negatywnej recenzji w „Tygodniku Petersburskim”, por. „Publikacje”, poz. 6, 7 oraz „Opracowania”, poz. 2).
6. List do T. Glückberga z 1841 roku, Biblioteka Jagiellońska, Kraków, sygn. 6459.
7. Rozprawa o dziele J. E. Przecławskiego: "Śmierć i odrodzenie", (informacja według Polskiego słownika Biograficznego)

### Przekłady
1. Kant I., Projekt wiecznego pokoju. Rozwaga filozoficzna, Królewiec 1796, (Estreicher wymienia tylko przekład Sz. Bielskiego Projekt wieczystego pokoju, Warszawa 1797).
2. Kant I., Spór filozofii z teologią, prawoznawstwem i medycyną, powst. około 1796-1806, (według Encyklopedii Powszechnej Orgelbranda).
3. Kant I., Wyobrażenie do historii powszechnej we względzie kosmopolitycznym przez Kanta, Królewiec 1799. Wyobrażenie do historyi powszechney we względzie kosmopolitycznym, wyd. następne Wrocław 1832.
4. Motywy do kodeksu Napoleona, t. 1-5, tłum. 1809-1812, rękopis; według Polskiego słownika biograficznego i Estreichera II (1961), 641.
5. Procedura cywilna, tłum. przed 1816, rękopis; według Polskiego słownika biograficznego i Estreichera II (1961), 641.
6. Brose K., Obraz niniejszego społecznego Europy stanu w całej jego obszerności oraz myśli do wewnętrznej poprawy, czyli odpowiedź na zapytania: Jakimi ludzie i narody być powinny? Jakimi są teraz w Europie? Jak do tego, czym być powinny, zbliżać się mogą?... Przekładania z niemieckiego na polski język, Warszawa 1816.
7. Lafontaine A. H., Dobroć i dowcip kobiet w miłości, Wilno 1820; Estreicher II (1874), 543, podaje: Dowcip kobiet w miłości, trzy romanse A. H. Lafontaine'a: Bartnik, Dom w lesie czyli Anusia leśnika, Zięć, t. 1-2, Wilno 1828.
8. Campe J. H., Wiadomości i prawidła dla młodzieży bez doświadczenia wychodzącej na świat i sposobiącej się do różnych powołań w społeczności. Krótki wyjątek z Teofrona..., Wilno 1821.
9. Irwing W., Galeria obrazów życia ludzkiego, czyli charaktery. Przez Amerykanina..., t. 1-2, Wilno 1829.
10. Herder G., Pomysły do filozofii dziejów rodzaju ludzkiego... Dzieło przełożone z języka niemieckiego z dodatkiem przedmowy i opisu życia autora, T. 1–3, Wilno 1838.
11. Sztuka zapobiegania chorobom. Rzecz krótka ułożona przez lekarzy niemieckich, pomnożona wstępem, wskazaniem przesądów miejscowych względem zachowania zdrowia, pomysłami do higieny religijnej i obszerniejszym wykładem przepisów higienicznych, z przydaniem rozprawy filozoficznej o mocy umysłu przez Kanta, Wilno 1843.
12. Kant I., Pomysły Kanta o władzy w umyśle, iż przez samo mocne postanowienie możemy niszczyć w sobie uczucia chorobie, (wchodzi w skład pozycji 8. z „Ważniejszych publikacji”).

Ponadto przekłady ogłaszały Dziennik Wileński (tu: Filozofia Petrarcha, Wyjątek z "Archives littéraires" 1828, t. 3, s. 129-147) i Rozmaitości (Lwów; tu: J. A. Ségur: Panna Dzierzbicka, powieść z "Archives littéraires" 1828; przekłady tejże powieści pod takim samym tytułem, prawdopodobnie również pióra Bychowca, ukazały się także w: Tygodniku Wileńskim 1804, nr 21 oraz Zabawach Przyjemnych i Pożytecznych, t. 5, 1806).

### Opracowania
1. Wigura F., Iskierka z uderzenia się umysłów pryśniona czyli nad Słówkiem o filozofii przez Józefa Bychowca napisanem, kilka uwag, Warszawa 1819.
2. Bomba G., Krytyka. List z Polesia, „Tygodnik Petersburski", (1843), nr 20–24.
3. Struve H., Wstęp krytyczny do filozofii, Warszawa 1896; wyd. 3 Warszawa 1903
4. Derc M., Żelazny M., Nieznany poemat filozoficzny Józefa Bychowca, w: „Acta Universitatis Nicolai Copernici", Filozofia XIV, (1993), z. 250.
5. Żelazny M., Przedmowa tłumacza, w: Kant, I., O porzekadle. To może być słuszne w teorii, ale nic nie jest warte w praktyce. Do wiecznego pokoju. Projekt filozoficzny, Toruń 1995.
6. Żelazny M., Józef Władysław Bychowiec. Nota bio- i bibliograficzna, w: Filozofia na Uniwersytecie Wileńskim, red. R Jadczak, J. Pawlak, Toruń 1997.